# قويع الفخائذ (القف)

تعديل مصدري - تعديل

قويع الفخائذ هي إحدى قرى عزلة القف بمديرية القف التابعة لمحافظة حضرموت، بلغ تعداد سكانها 27 نسمة حسب تعداد اليمن لعام 2004.